# The Family Jewels
The Family Jewels (Les joies de la família) és una pel·lícula de comèdia estatunidenca de 1965. Es va rodar del 18 de gener al 2 d'abril de 1965 i va ser estrenada per Paramount Pictures l'1 de juliol de 1965. La pel·lícula va ser coescrita, dirigida i produïda per Jerry Lewis qui també va interpretar set papers a la pel·lícula. La coprotagonista de Lewis, Donna Butterworth, va fer només una altra pel·lícula, Paradise, Hawaiian Style, amb Elvis Presley. Gary Lewis & The Playboys van fer un cameo quan cantaren la cançó "Little Miss Go-Go"; el seu èxit "This Diamond Ring" també apareix.

## Plot
Donna Peyton (Donna Butterworth) és una nena de deu anys que hereta una fortuna de 30.000.000 dòlars del seu pare, milionari industrial. Segons la seva voluntat, Donna ha de triar un dels seus sis oncles (tots interpretats per Jerry Lewis) per convertir-se en el seu nou "pare". Lewis també interpreta Willard Woodward, el xofer familiar que porta Donna a tots els seus oncles per quedar-se amb ells dues setmanes. Els oncles de Donna són:
- James Peyton, un capità de vaixell de vaixell, el germà gran del seu pare que va servir a la Marina dels Estats Units durant la Segona Guerra Mundial.
- Everett Peyton, un famós pallasso de circ que odia els nens i que s'ha traslladat a Suïssa per evitar pagar impostos als EUA.
- Julius Peyton, fotògraf professional que fotografia models femenins.
- El capità Edward "Eddie" Peyton, un pilot amb seu a Los Angeles, propietari de la seva pròpia companyia aèria ("Eddie's Airways, la companyia aèria dels ocells") formada per un avió, un Ford Trimotor.
- Skylock Peyton, un detectiu holmesià que adora el te i va viure a Anglaterra fins que va perdre el passaport i es va traslladar de nou als Estats Units. L'acompanya el seu fidel company, el doctor Matson (Sebastian Cabot), però Skylock presta més atenció a la sala de billar de Robert Strauss que a Donna.
- Bugsy Peyton, un gàngster que tothom creia mort per la màfia. Només interessat en l'herència de Donna, la segresta. Willard la rescata enganyant els gàngsters fent-los creure que estan envoltats de soldats armats.

Quan més temps passa amb els seus oncles, més s'adona Donna que Willard hauria de ser el seu pare: sempre va ser pare per a ella fins i tot quan el seu veritable pare encara estava viu, perquè el seu pare estava massa ocupat per passar temps amb ella. Malauradament, els advocats de la família no li permetran escollir Willard, insistint que ha de triar un dels seus oncles. A l'últim minut, l'oncle Everett es presenta de manera inesperada, demanant a Donna que l'esculli. Per sorpresa de tots, Donna està d'acord i els dos marxen junts. Mentre caminen pel passadís, Donna revela que sap la veritat: "L'oncle Everett" és en realitat Willard disfressat. Ella el va reconèixer perquè, com sempre, les sabates estaven als peus equivocats.

## Repartiment
- Jerry Lewis - Willard Woodward / James Peyton / Everett Peyton / Julius Peyton / Capt. Eddie Peyton / Skylock Peyton / 'Bugs' Peyton
- Sebastian Cabot - Dr. Matson
- Jay Adler - Mr. Lyman, Attorney

## Producció
El maquillatge de pallasso d'Everett Peyton va ser dissenyat per a Jerry Lewis per 3 Ring Circus. Va ser reutilitzat per Lewis una altra vegada a Hardly Working.
El personatge de Julius Peyton és similar al de Julius Kelp a la pel·lícula anterior de Jerry Lewis The Nutty Professor (1963).

## Edició domèstica
La pel·lícula fou editada dues vegades en DVD. Paramount la va estrenar el 12 d'octubre de 2004 i Warner Archive va reeditar la pel·lícula en DVD per encàrrec el 20 de juny de 2013.

## Llegat
Alguns dels personatges de la pel·lícula van ser caricaturitzats a Will the Real Jerry Lewis Please Sit Down, una sèrie de dibuixos animats.

## Guardons
Jerry Lewis fou guardonat amb el Fotogramas de Plata 1965 al Millor intèrpret de cinema estranger.